# Варсанофий
Варсано́фий, или Варсоно́фий— православный священноинок, проживавший в XV веке в Киеве. Один из первых известных паломников Руси на Святую землю. Существует мнение, что он дал первое в восточнославянской литературе описание Египта и Синая.
В 1456 году Варсанофий совершил первое паломничество в Иерусалим. Более известно второе путешествие монаха, которое заняло больше года. С 1461 по 1462 год Варсанофий проделал путь из Киева в Константинополь, далее через острова Крит и Кипр добрался морем до египетского города Думьята, откуда по реке Нилу достиг Каира. Монах пробыл в Каире шесть недель, после чего снова добрался до Иерусалима.
Рассказ Варсанофия о своём путешествии долгое время являлся источником сведений о Египте, содержал первое известное на Руси описание «златоструйного Нила», города Каира («старово Мисюря»), крокодила («лютого зверя»), финиковой пальмы и первое на Руси упоминание о египетских пирамидах, которые Варсанофий, согласно христианской традиции того времени, называл житницами Иосифа («житницы Йосифа Прекраснаго за рекою за Нилом противу старово Мисюря»). Рассказ Варсанофия публиковался несколько раз, в последний раз в Санкт-Петербурге в 1896 году под названием «Хожение свящянноинока Варсанофия ко св. граду Иерусалиму в 1456, 1461 и 1462 гг.»